# Angel Garachana Pérez
Angel Garachana Pérez CMF (* 3. September 1944 in Barbadillo de Herreros) ist ein spanischer Ordensgeistlicher und emeritierter römisch-katholischer Bischof von San Pedro Sula.

## Leben
Angel Garachana Pérez trat der Ordensgemeinschaft der Claretiner bei und empfing am 19. März 1972 die Priesterweihe.
Papst Johannes Paul II. ernannte ihn am 11. November 1994 zum Bischof von San Pedro Sula. Der Erzbischof von Tegucigalpa, Oscar Andrés Rodríguez Maradiaga SDB, spendete ihm am 3. Februar des folgenden Jahres die Bischofsweihe; Mitkonsekratoren waren Luis Gutiérrez Martín CMF, Weihbischof in Madrid, und sein Amtsvorgänger als Bischof von San Pedro Sula, Jaime Brufau Maciá CM.
Am 26. Januar 2023 nahm Papst Franziskus seinen altersbedingten Rücktritt an. Mit gleichem Datum erhob der Papst das Bistum San Pedro Sula zum Erzbistum und ernannte Michael Lenihan OFM zum ersten Erzbischof.